# Nationale Bibliotheek van Cambodja
De Nationale Bibliotheek van Cambodja is gevestigd in Phnom Penh in een oud gebouw in Franse koloniale stijl gebouwd in 1924.
Het gebouw werd door de Rode Khmer veranderd in een stal en de boeken werden op straat gegooid. Veel van deze boeken zijn door mensen opgepikt en verborgen. Nadat de Rode Khmer verdreven was werden deze weer aan de bibliotheek teruggegeven. De bibliotheek bezit onder andere een collectie van zeer oude manuscripten geschreven op palmbladeren.